# Вітім (річка)
Вітім — одна з найбільших річок Східного Сибіру, права притока Лени, утворюється злиттям Вітімкана і Чини.

## Географія
Вітім починається на схилах Ікатского хребта, величезною дугою оточує Вітімське плоскогір'я, прорізає Південно-Муйський і Північномуйський хребти і впадає в Лену. Довжина річки 1837 км (з урахуванням річки Вітімкан — 1978 км).
Протікає спочатку територією Баунтовського району Бурятії, потім по межі Муйського району Бурятії із Забайкальським краєм, а в нижній течії територією Іркутської області (Бодайбінський і Мамсько—Чуйський райони). Останні 50 км і гирло Вітіма — на території Республіки Саха-Якутії.

## Гідрологія
Живлення переважно дощове. Середня річна витрата води в місті Бодайбо становить 1530 м³/с, в гирлі — близько 2000 м³/с. Для Вітіма характерною є повінь з травня по жовтень, з підйомом води до 8-10 м. Найбільш багатоводний місяць — червень (до 5017 м³/с). З березня по квітень водоносність річки різко зменшується (до 80 м³/с). Замерзає на початку листопада. Лід тане в 2-й декаді травня. На ділянці вище с. Калакан річка часто перемерзає на 100–120 днів.

## Притоки
Праві притоки: Куанда, Каренга, Калакан, Калар, Бодайбо, Таксіма.
Ліві притоки: Ципа, Муя, Мамакан, Мама.

## Господарське використання
Планується будівництво Вітімського каскаду ГЕС, першочерговою станцією якого є велика Мокська ГЕС.
У басейні річки — родовища золота, нефриту, слюди.